# احرم (يافع)

تعديل مصدري - تعديل

احرم هي إحدى قرى عزلة لبعوس بمديرية يافع التابعة لمحافظة لحج، بلغ تعداد سكانها 293 نسمة حسب تعداد اليمن لعام 2004.